# Potamarius nelsoni
Potamarius nelsoni är en fiskart som först beskrevs av Barton Warren Evermann och Edmund Lee Goldsborough 1902.  Potamarius nelsoni ingår i släktet Potamarius och familjen Ariidae. Inga underarter finns listade i Catalogue of Life.